# Xylylbromide
Die Xylylbromide, auch als Methylbenzylbromide bezeichnet, sind Bromderivate des Xylols. Man erhält sie beim Einwirken von Brom auf die Xylole, wobei ein H-Atom in der Seitenkette durch ein Br-Atom ersetzt wird. Durch unterschiedliche Anordnung der Substituenten ergeben sich drei Konstitutionsisomere (o-, m- und p-Xylylbromid) mit der Summenformel C8H9Br.

## Vertreter
| Gefahrensymbol |

| Gefahrensymbol | Gefahrensymbol |

| Gefahrensymbol |

## Eigenschaften
Die Xylylbromide sind wasserunlöslich, allerdings gut löslich in Ethanol und Ether. Die größte augenreizende Wirkung hat o-Xylylbromid, es kristallisiert in farblosen prismatischen Kristallen. Das p-Xylylbromid, das die höchste Symmetrie aufweist, besitzt den höchsten Schmelzpunkt.

## Geschichte
Im kaiserlichen Deutschland wurde es als T-Stoff oder Fliedergas bezeichnet (in Großbritannien als Elder-gas) und als chemischer Kampfstoff betrachtet und auch verwendet. Eingesetzt wurde Xylylbromid im Ersten Weltkrieg, z. B. im Januar 1915 durch Deutschland bei Bolimow und Łódź. Die Wirkung war auf Grund der herrschenden niedrigen Außentemperaturen gering, da nicht genügend Xylylbromid verdampfen konnte. Bei einem Einsatz an der Westfront im März 1915 in der Nähe von Nieuport (Westflandern) war der „Erfolg“ auf Grund höherer Temperaturen größer.